# Santiago (Seia)
Santiago é uma povoação portuguesa sede da Freguesia de Santiago do Município de Seia, freguesia com 6,49 km² de área e 1163 habitantes (censo de 2021), tendo, por isso, uma densidade populacional de 179,2 hab./km².
Localiza-se na periferia da sede do município. Santiago é atravessado pela EN17 que liga Coimbra a Celorico da Beira, a qual lhe conferiu uma grande dinâmica.

## Demografia
A população registada nos censos foi:
| Distribuição da População por Grupos Etários | Distribuição da População por Grupos Etários | Distribuição da População por Grupos Etários | Distribuição da População por Grupos Etários | Distribuição da População por Grupos Etários |
| -------------------------------------------- | -------------------------------------------- | -------------------------------------------- | -------------------------------------------- | -------------------------------------------- |
| Ano                                          | 0-14 Anos                                    | 15-24 Anos                                   | 25-64 Anos                                   | > 65 Anos                                    |
| 2001                                         | 161                                          | 171                                          | 545                                          | 243                                          |
| 2011                                         | 144                                          | 119                                          | 679                                          | 263                                          |
| 2021                                         | 155                                          | 93                                           | 550                                          | 365                                          |

## História
Os primeiros registos de ocupação em Santiago remontam à época pré-romana.
A presença romana pode ser encontrada na freguesia na ponte da Folgosa do Salvador e, próximo desta, um marco romano.
O crescimento urbano a partir dos século XV permite-lhe ser elevado à categoria de paróquia em 1593. 

## Lugares
A freguesia de Santiago é composta pelos seguintes lugares:

- Folgosas: Folgosa da Madalena e Folgosa do Salvador - povoações muito antigas, com registos no "Cadastro da População do Reino", mandado efetuar por D. João III em 1527[5]
- Maceira - confina com a Vila Branca, em Santiago (considerada o Restelo de Seia), construída na antiga área ocupada pela Quinta do Sarrodelo[5]
- Santiago - a sede e cabeça da freguesia

## Património

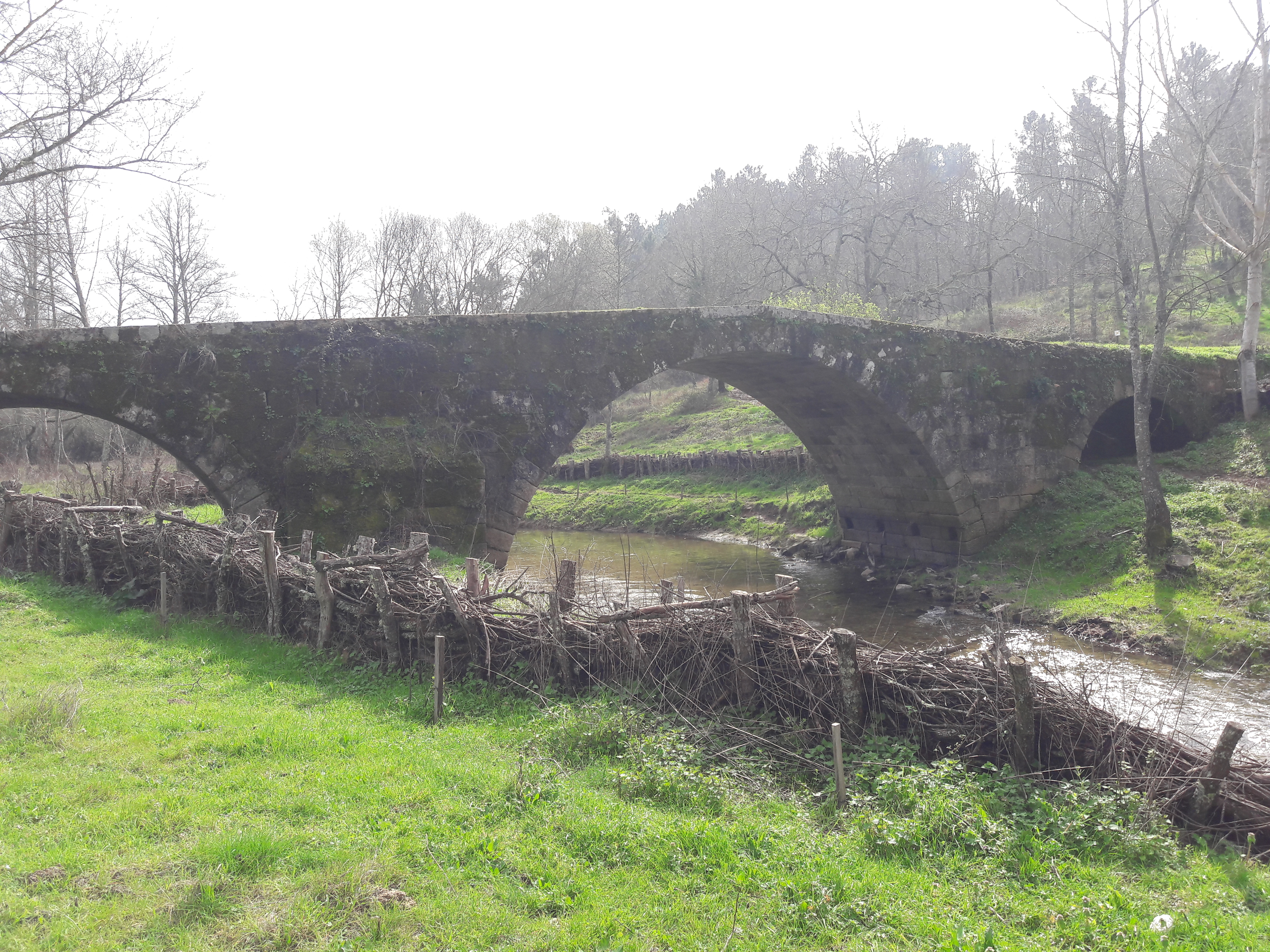
Ponte romana sobre o rio Seia

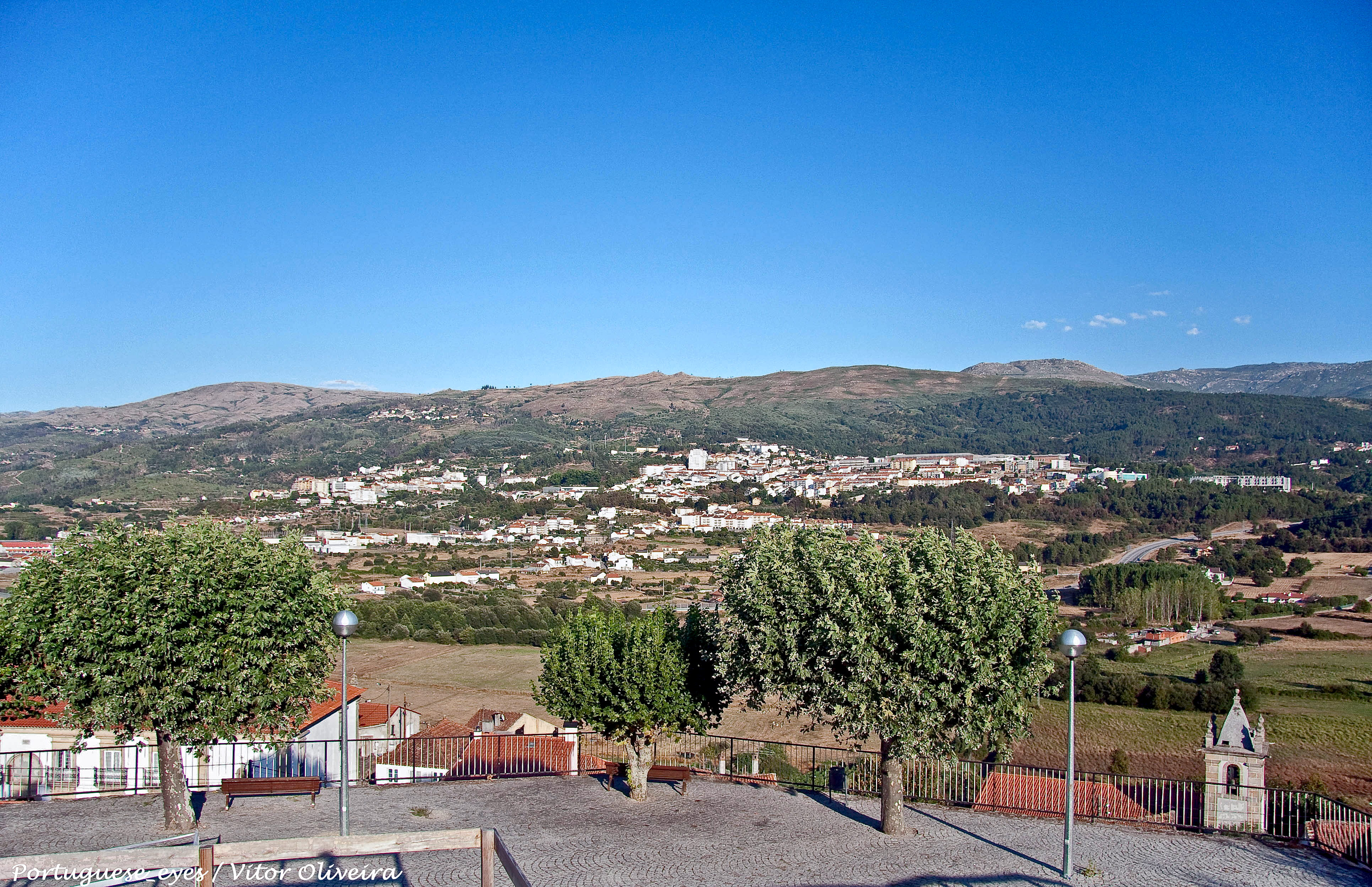
Mirante do Santo Amaro, Santiago, com vista panorâmica para Seia e Serra da Estrela

Santiago caracteriza-se pelo património cultural notável, profundamente associado à sua antiguidade.
- Igreja Matriz de Santiago - foi construída inicialmente em 1593, data dos seus primeiros registos de batismos e óbitos. Possui um altar-mor de magnífica talha renascentista
- Pelourinho
- Capelas
  - Capela de Santo Amaro - situada no alto de um monte
  - Capela de S. João Baptista (Folgosa da Madalena)
  - Capela de Nossa Senhora das Neves (Maceira)
  - Capela de S. Marcos (Folgosa do Salvador)
- Fontes
  - Fonte de S. João
  - Fonte Madalena
  - Fonte Mourinha
  - Fonte Nova
  - Fonte de Santiago
- Casas Senhoriais
  - Solar dos Ferrão de Castelo Branco
  - Solar dos de Magalhães e Abranches (Maceira)
  - Casa Solarenga (Folgosa da Madalena)
  - Casa Brasonada (Folgosa do Salvador)
- Cruzeiro da Folgosa da Madalena
- Ponte Romana sobre o rio Seia (Folgosa do Salvador) - seria a passagem da via que vinha de Viseu em direcção à Civitas Sena, localizada na actual povoação de Nogueira

## Equipamentos
- Escola 1º Ciclo de Santiago
- Jardim de Infância de Santiago

## Festas
A principal festa popular e tradicional de Santiago é a Festa do Santo Amaro que se realiza a 14 de Janeiro. Nesta festa queima-se um grande madeiro no largo da vila e realiza-se uma procissão com o andor.

Na Folgosa da Madalena realiza-se a Romaria das ovelhas/Festa dos Pastores, onde os rebanhos correm em torno da Capela de São João Batista. Os pastores pedem ao padroeiro um bom ano de pasto e protecção para o gado. Para o efeito, as ovelhas ostentam os maiores e melhores chocalhos e são enfeitadas com “peras e cabeçadas”.

## Movimentos associativos
- Grupo de Cantares Casa Velha de Santiago - Seia
- Grupo Desportivo “Os Amigos de Santiago
- Grupo de Cicloturismo
- Movimento Jovens de Santiago
- Associação de Cultura, Recreio, Instrução e Desporto da Folgosa da Madalena
- Associação de S. João Baptista da Folgosa da Madalena
- Grupo Zés Pereiras da Folgosa da Madalena
- Associação Recreativa, Social e Desportiva de Maceira
- Associação Cultural, Social e Recreativa da Folgosa do Salvador

## Personalidades provenientes de Santiago
- Miguel Dias Leitão, poeta e contista (1886-1980)
- Afonso Costa, estadista e alma mater da República